# Padmini Rout

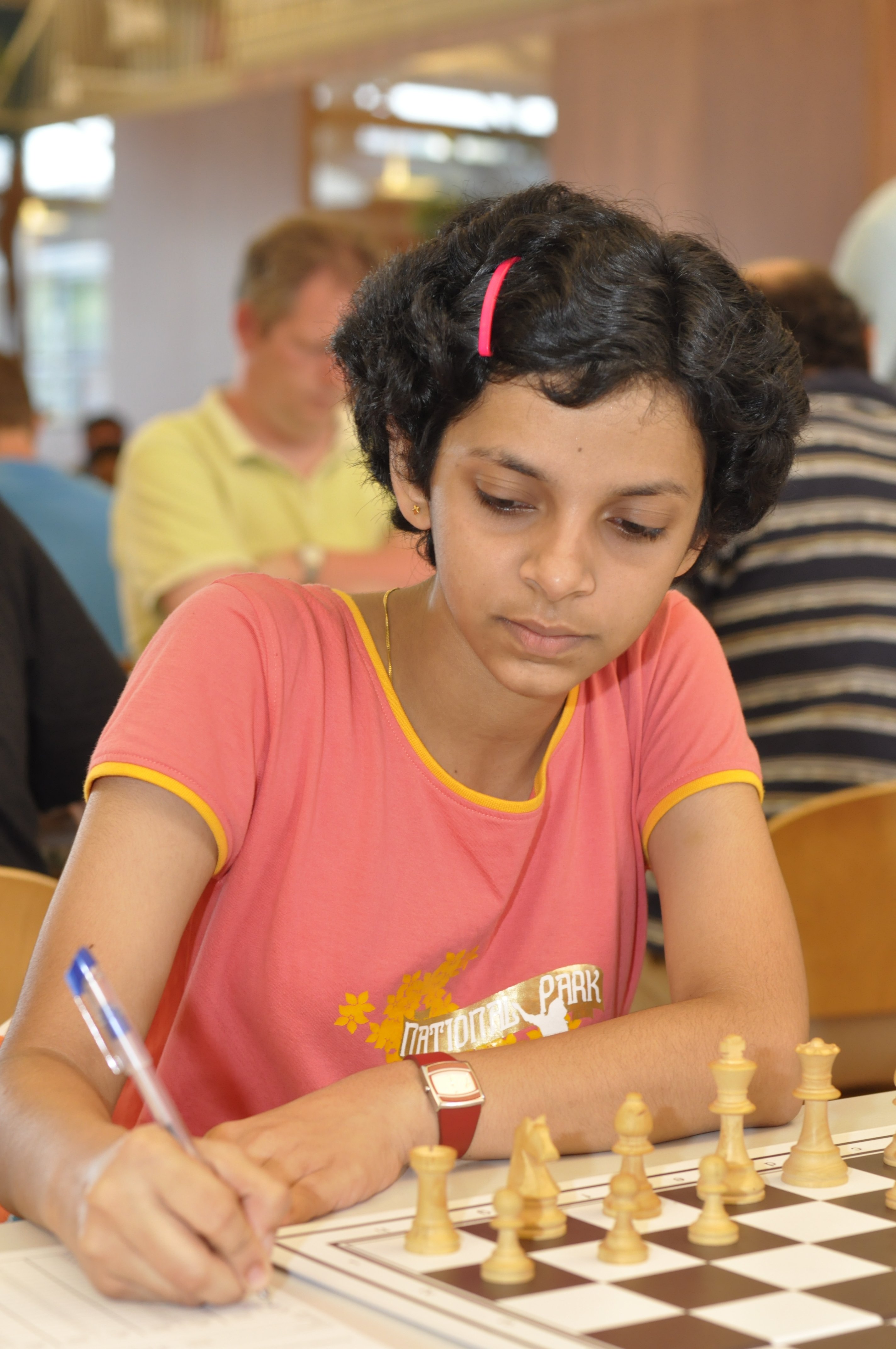
Padmini Rout, Vlissingen 2009

Padmini Rout (Baramba, 5 januari 1994) is een Indiase schaakster. Zij is sinds 2015 een Internationaal Meester (IM) en sinds 2010 een grootmeester bij de vrouwen (WGM). Vijf keer won ze het nationale kampioenschap, van 2014 tot en met 2017 en opnieuw in 2023, en was in 2018 vrouwenkampioen van Azië.
Rout ontving in 2007 de Biju Patnaik Sports Award en in 2009 de Ekalavya Award.

## Schaakcarrière
In 2005 won Rout haar eerste nationale titel, in de categorie meisjes tot 11 jaar, in Nagpur. In 2006 was ze jeugdkampioen van India in de categorie meisjes tot 13 jaar en jeugdkampioen van Azië in de categorie meisjes tot 12 jaar. Rout won in 2008 het Aziatisch jeugdkampioenschap in de categorie meisjes tot 14 jaar en het Wereldkampioenschap schaken voor jeugd in dezelfde categorie. In 2009 won ze het Aziatisch schaakkampioenschap voor junioren (tot 20 jaar) bij de meisjes. In 2010 won ze het Indiase kampioenschap voor junioren tot 19 jaar bij de meisjes en werd derde op zowel het Aziatische kampioenschap voor junioren als het Wereldkampioenschap schaken voor junioren in de categorie meisjes, dat werd gewonnen door Anna Moezytsjoek.
Op het Aziatische schaakkampioenschap voor vrouwen werd ze in 2011 gedeeld 2e–6e en ze won het in 2018. Rout won het Indiase schaakkampioenschap voor vrouwen in 2014, 2015, 2016 en 2017. In 2015 werd ze ook kampioen bij de schaaksters uit de Commonwealth.

In maart 2015 was haar Elo-rating 2454.

## Schaakteams
Rout nam met het Indiase nationale team deel aan het vrouwentoernooi van de Schaakolympiade:
- Schaakolympiade 2014 in Tromsø, Noorwegen; spelend aan het reservebord behaalde ze 7.5 pt. uit 8, waarmee ze een individuele gouden medaille won; het team eindigde op de tiende plaats[16]
- Schaakolympiade 2016 in Bakoe, Azerbeidzjan;[17] ze speelde aan het tweede bord; het team eindigde op de vijfde plaats
- Schaakolympiade 2018 in Batoemi, Georgië;[18] ze speelde aan het reservebord; het team eindigde op de achtste plaats
- met het tweede Indiase team op de Schaakolympiade 2022 in Chennai, India; ze speelde aan het tweede bord; het team eindigde op de achtste plaats

Ook nam ze met het Indiase nationale team deel aan het vrouwentoernooi van het Wereldkampioenschap schaken voor landenteams en aan het Wereldkampioenschap schaken voor landenteams.

## Persoonlijk leven
Padmini werd geboren in het district Cuttack in Odisha. In 2003 begon ze op negenjarige leeftijd met schaken, vanwege de passi van haar vader Dr. Ashok Kumar Rout voor schaken. Ze ging naar school op de D.A.V. Public School in Chandrasekharpur en studeerde af in commercie aan het Buxi Jagabandhu Bidyadhar College in Bhubaneswar. Op 28 januari 2024 trouwde Padmini met Jaikishin Mankani in Bhubaneswar.

## Belangrijkste resultaten
- 2005: voor de eerste keer nationaal jeugdkampioen in de categorie meisjes tot 11 jaar in Nagpur
- 2005: winnaar nationaal kampioenschap voor meisjes tot 13 jaar in Kolkata
- 2006: gouden medaille op het Aziatisch jeugdkampioenschap in de categorie meisjes tot 12 jaar
- 2007: Biju Patnaik Sports Award
- 2008: gouden medaille op het Wereldkampioenschap schaken voor jeugd in de categorie tot 14 jaar
- 2008: gouden medaille op het Aziatisch jeugdkampioenschap in de categorie meisjes tot 14 jaar
- 2009: Eklavya Award[23]
- 2009: gouden medaille op de Aziatische kampioenschappen voor junioren (tot 20 jaar) bij de meisjes
- 2010: bronzen medaille in Wereldkampioenschap schaken voor junioren
- 2010: winnares nationaal kampioenschap voor junioren bij de meisjes
- 2010: derde plaats op de Aziatische kampioenschappen voor junioren (tot 20 jaar) bij de meisjes
- 2014: individuele gouden medaille aan het reservebord op het vrouwentoernooi van de 41e Schaakolympiade in Tromsø
- 2014: bij de Aziatische kampioenschappen voor landenteams met team India een gouden medaille met blitzschaak en zilveren medailles in rapidschaak en in "klassiek" schaken
- nationaal vrouwenkampioen in 2014 t/m 2017 en in 2023
- 2015: gouden medaille in vrouwenkampioenschap Commonwealth
- 2017: derde plaats op het kampioenschap blitzschaak Aziatisch continent voor vrouwen
- 2017: bronzen medaille met team India op het onderdeel rapidschaak bij de Aziatische binnenspelen
- 2018: gouden medaille op het kampioenschap Aziatisch continent voor vrouwen
- 2018: bij de Aziatische kampioenschappen voor landenteams met team India een gouden medaille met blitzschaak, een zilveren medaille met rapidschaak en een bronzen medaille met "klassiek" schaken

## Externe koppelingen
- (en)   Informatie over schaakpartijen van Padmini Rout op ChessGames.com
- (en)   Informatie over schaakpartijen van Padmini Rout op 365chess.com
- (en)  FIDE-ratinggegevens voor Padmini Rout